# Vänligt bemötande
Vänligt bemötande (engelska: County Hospital) är en amerikansk komedifilm med Helan och Halvan från 1932 regisserad av James Parrott.

## Handling
Helan ligger på sjukhus med brutet ben. Halvan kommer på besök med lite tilltugg till Helan. Det som ingen anar är att Halvan kommer vara orsaken till en rad olika katastrofer.

## Om filmen
Filmen släpptes i två versioner, en originalversion från 1932 utan musik, och en från 1938 med musik från duons långfilm Bröder i kvadrat från 1936.

### Distribution
Filmen hade svensk biopremiär den 26 augusti 1933 och ingick i ett kortfilmsprogram med titeln Ta't piano. I kortfilmsprogrammet ingick två andra kortfilmer med duon; Helan och Halvan i Villa Villervallan från 1930 och Pianoexpressen från 1932.
Filmen har haft flera svenska titlar genom åren. Bland dem finns Här va're livat (1942), Helan och Halvans lustiga bravader (1945) och Ta't piano (1968).
Filmen finns utgiven på DVD och Blu-ray.

## Rollista (i urval)
- Stan Laurel – Stan (Halvan)
- Oliver Hardy – Ollie (Helan)
- Billy Gilbert – läkaren
- William Austin – Helans rumskamrat
- Dorothy Layton – sjuksköterska
- May Wallace – sjuksköterska
- Baldwin Cooke – sjukvårdare
- Sam Lufkin – polisen[1]